# Karla Riley
Karla Paola Riley Serracín (nacida el 18 de septiembre de 1997) es una futbolista panameña que juega como delantera en el club Club Polideportivo Cacereño de la Liga de Fútbol Femenino de Panamá.

## Trayectoria

### Sporting SM
Comenzó jugando en la Liga de Fútbol Femenino de Panamá en el 2017 disputando el torneo de dicho año, disputó la Liga de Fútbol Femenino 2018 quedando en ronda regular.

### CD Universitario
En el 2019 fue anunciada como nueva jugadora del Club Deportivo Universitario. Salió campeona del Torneo Clausura 2019 LFF.

### CD Pozoalbense
El 7 de julio de 2019 fue anunciada como jugadora del CD Pozoalbense. Disputó 19 partidos y anotó 6 goles en la Segunda División Femenina de España 2019-20, el 31 de mayo de 2020 fue anunciada su renovación por club, jugó 18 partidos y anotó 6 goles en la Segunda División Femenina de España 2020-21. El 15 de mayo de 2021 fue anunciada su salida del club.

### Santa Teresa CD
El 3 de agosto de 2021 fue anunciada como nueva jugadora del Santa Teresa Club Deportivo. Jugó 10 partidos en la Segunda División Femenina de España 2021-22.

### Tauro FC
El 19 de enero de 2022 fue anunciada como nueva jugadora del Tauro FC. Salió campeona de la Liga de Fútbol Femenino 2022.

### Cruz Azul FC
El 19 de agosto de 2022 fue anunciada como nueva jugadora del Cruz Azul FC. Jugó 8 partidos en el Torneo Apertura 2022 llegando hasta los cuartos de finales. El 27 de diciembre de 2022 anuncian su despedida del club.

### Sporting FC
El 12 de enero de 2023 fue anunciada como nueva jugadora del Sporting Football Club. Debutó en la final de la Supercopa de Costa Rica marcando 1 gol y saliendo campeona por penales de dicho torneo.

### Tauro FC
El 1 de septiembre de 2023 fue anunciada su regreso al Tauro FC, para disputar la Copa Interclubes de la Uncaf Femenino 2023 quedando subcampeona de dicho torneo.

### CP Cacereño
El 5 de enero de 2024 fue anunciada como nueva jugadora Club Polideportivo Cacereño.

### SD Atlético Nacional
El 8 de septiembre de 2024 fue anunciada como nuevo jugadora del SD Atlético Nacional.

## Selección nacional

### Categorías inferiores
Fue convocado por la selección sub-17 de Panamá para disputar el Campeonato Femenino Sub-17 de la Concacaf de 2012 en donde jugó 9 partidos y anotó 6 goles, también fue convocado por la selección sub-20 de Panamá para disputar el Campeonato Femenino Sub-20 de la Concacaf de 2012 en donde jugó 5 partidos, el Campeonato Femenino Sub-20 de la Concacaf de 2015 en donde jugó 3 partidos.

### Selección absoluta
Mills debutó con la selección absoluta  de Panamá  durante los X Juegos Centroamericanos en donde anotó 1 gol. Jugó los XI Juegos Centroamericanos, disputó el Premundial 2018 en donde jugó 8 partidos y anotó 4 goles, disputó los Juegos Panamericanos de 2019 en donde jugó 4 partidos y anotó 1 gol. Disputó el Campeonato Femenino de la Concacaf de 2022 en donde jugó 7 partidos y anotó 4 goles, disputó 2 partidos en la Copa Mundial Femenina de Fútbol de 2023.

### Goles internacionales
| Goles internacionales | Goles internacionales   | Goles internacionales                              | Goles internacionales | Goles internacionales | Goles internacionales | Goles internacionales                 |
| Núm.                  | Fecha                   | Lugar                                              | Rival                 | Gol                   | Resultado             | Competición                           |
| --------------------- | ----------------------- | -------------------------------------------------- | --------------------- | --------------------- | --------------------- | ------------------------------------- |
| 1                     | 8 de marzo de 2013      | Estadio Ernesto Rohrmoser, San José, Costa Rica    | Honduras              | 2-0                   | 3-2                   | X Juegos Deportivos Centroamericanos  |
| 2                     | 10 de diciembre de 2017 | Estadio Independencia, Estelí, Nicaragua           | El Salvador           | 1-1                   | 5-1                   | XI Juegos Deportivos Centroamericanos |
| 3                     | 10 de diciembre de 2017 | Estadio Independencia, Estelí, Nicaragua           | El Salvador           | 3-1                   | 5-1                   | XI Juegos Deportivos Centroamericanos |
| 4                     | 5 de junio de 2018      | Estadio Maracaná, El Chorrillo, Panamá             | Nicaragua             | 1-0                   | 1-0                   | Amistoso                              |
| 5                     | 7 de junio de 2018      | Estadio Maracaná, El Chorrillo, Panamá             | Nicaragua             | 1-1                   | 1-1                   | Amistoso                              |
| 6                     | 27 de agosto de 2018    | IMG Academy, Bradenton, Estados Unidos             | Nicaragua             | 1-0                   | 4-0                   | Clas. a la Copa Oro Femenina 2018     |
| 7                     | 27 de agosto de 2018    | IMG Academy, Bradenton, Estados Unidos             | Nicaragua             | 3-0                   | 4-0                   | Clas. a la Copa Oro Femenina 2018     |
| 8                     | 29 de agosto de 2018    | IMG Academy, Bradenton, Estados Unidos             | El Salvador           | 1-2                   | 2-6                   | Clas. a la Copa Oro Femenina 2018     |
| 9                     | 10 de octubre de 2018   | WakeMed Soccer Park, Cary, Estados Unidos          | México                | 1-0                   | 2-0                   | Copa Oro Femenina 2018                |
| 10                    | 6 de agosto de 2019     | Estadio de la UNMSM, Lima, Perú                    | México                | 4-1                   | 5-1                   | Juegos Panamericanos de 2019          |
| 11                    | 4 de octubre de 2019    | Estadio Rommel Fernández, Ciudad de Panamá, Panamá | Honduras              | 3-0                   | 3-0                   | Clas. al Preolímpico de 2020          |
| 12                    | 8 de octubre de 2019    | Estadio Rommel Fernández, Ciudad de Panamá, Panamá | Guatemala             | 0-1                   | 1-3                   | Clas. al Preolímpico de 2020          |
| 13                    | 17 de febrero de 2022   | Estadio Rommel Fernández, Ciudad de Panamá, Panamá | Barbados              | 2-0                   | 5-0                   | Clas. Campeonato Femenino de 2022     |
| 14                    | 17 de febrero de 2022   | Estadio Rommel Fernández, Ciudad de Panamá, Panamá | Barbados              | 3-0                   | 5-0                   | Clas. Campeonato Femenino de 2022     |
| 15                    | 9 de abril de 2022      | FFB Field, Belmopán, Belice                        | Aruba                 | 0-3                   | 0-9                   | Clas. Campeonato Femenino de 2022     |
| 16                    | 12 de abril de 2022     | Estadio Rommel Fernández, Ciudad de Panamá, Panamá | El Salvador           | 2-0                   | 2-0                   | Clas. Campeonato Femenino de 2022     |
| 17                    | 9 de abril de 2023      | Estadio Rommel Fernández, Ciudad de Panamá, Panamá | República Dominicana  | 4-3                   | 4-3                   | Amistoso                              |
| 18                    | 21 de junio de 2023     | Estadio Pascual Guerrero, Cali, Colombia           | Colombia              | 1-1                   | 1-1                   | Amistoso                              |
| 19                    | 26 de junio de 2023     | Estadio Victoria, Winston Churchill, Gibraltar     | Gibraltar             | 0-3                   | 0-9                   | Amistoso                              |

## Clubes
| Club                 | País       | Año           |
| -------------------- | ---------- | ------------- |
| Sporting SM          | Panamá     | 2013 - 2018   |
| CD Universitario     | Panamá     | 2019          |
| CD Pozoalbense       | España     | 2019 - 2021   |
| Santa Teresa CD      | España     | 2021          |
| Tauro FC             | Panamá     | 2022          |
| Cruz Azul FC         | México     | 2022          |
| Sporting FC          | Costa Rica | 2023          |
| Tauro FC             | Panamá     | 2023          |
| CP Cacereño          | España     | 2024          |
| SD Atlético Nacional | Panamá     | 2024-presente |

## Palmarés

### Títulos nacionales
| Título           | Club             | País       | Año    |
| ---------------- | ---------------- | ---------- | ------ |
| Primera División | CD Universitario | Panamá     | 2019-C |
| Primera División | Tauro FC         | Panamá     | 2022   |
| Supercopa        | Sporting FC      | Costa Rica | 2023   |